# Giacinto Cardi
Giacinto Cardi SAC (* 4. Juli 1876 in Lenola; † 19. Mai 1956 in Rom) war ein italienischer Priester und zwischen 1919 und 1925 sowie 1931 und 1937 Generalrektor der Pallottiner.
Cardi trat 1892 den Pallottinern in Rom bei und wurde 1902 zum Priester geweiht. 1909 nahm er an der dritten Generalversammlung teil und wurde zum ersten Provinzial der italienischen Provinz gewählt. In diesem Amt widmete er besondere Aufmerksamkeit der Jugendarbeit. Er eröffnete zum Beispiel in Rom ein Ausbildungshaus. 
1919 wurde er zum Generalrektor gewählt. Während seiner Amtszeit wurde die pallottinische Konstitution verabschiedet und veröffentlicht. Es wurde auch eine Hochschule für den Alumnenbildung in Rom eröffnet. 1925 wurde er zum Pfarrer in Ostia ernannt. 1931 wurde er wieder Generalrektor und ab 1937 für zehn Jahre Generalkonsultor. 
Am 19. Mai 1956 starb er an einer Herzerkrankung und wurde auf dem Friedhof Campo Verano in Rom bestattet.